# Cybaeus pseudoauriculatus
Espèce
Cybaeus pseudoauriculatus est une espèce d'araignées aranéomorphes de la famille des Cybaeidae.

## Distribution
Cette espèce est endémique de Corée du Sud. Elle se rencontre sur le mont Naejangsan et le mont Deogyusan au Jeolla du Nord.

## Description
Le mâle holotype mesure 3,32 mm.

## Publication originale
- Lee, Yoo & Kim, 2021 : « Four new epigean spiders of the genus Cybaeus (Araneae: Cybaeidae) from South Korea. » Zootaxa, no 4966(4), p. 458-468.